# Antonín Pavel Wagner

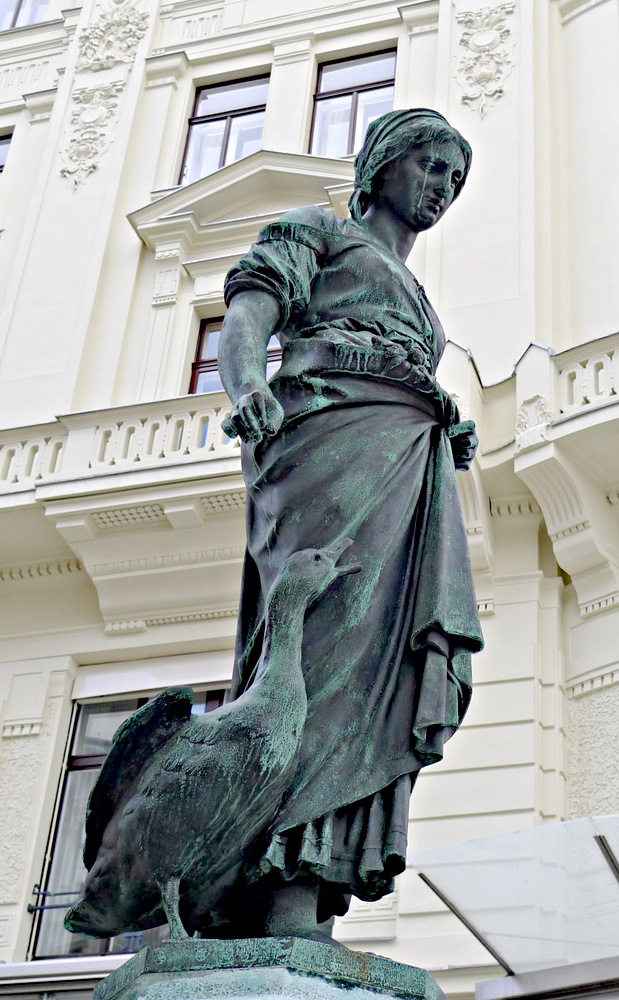
Husopaska nad Rahlovými schody ve Vídni

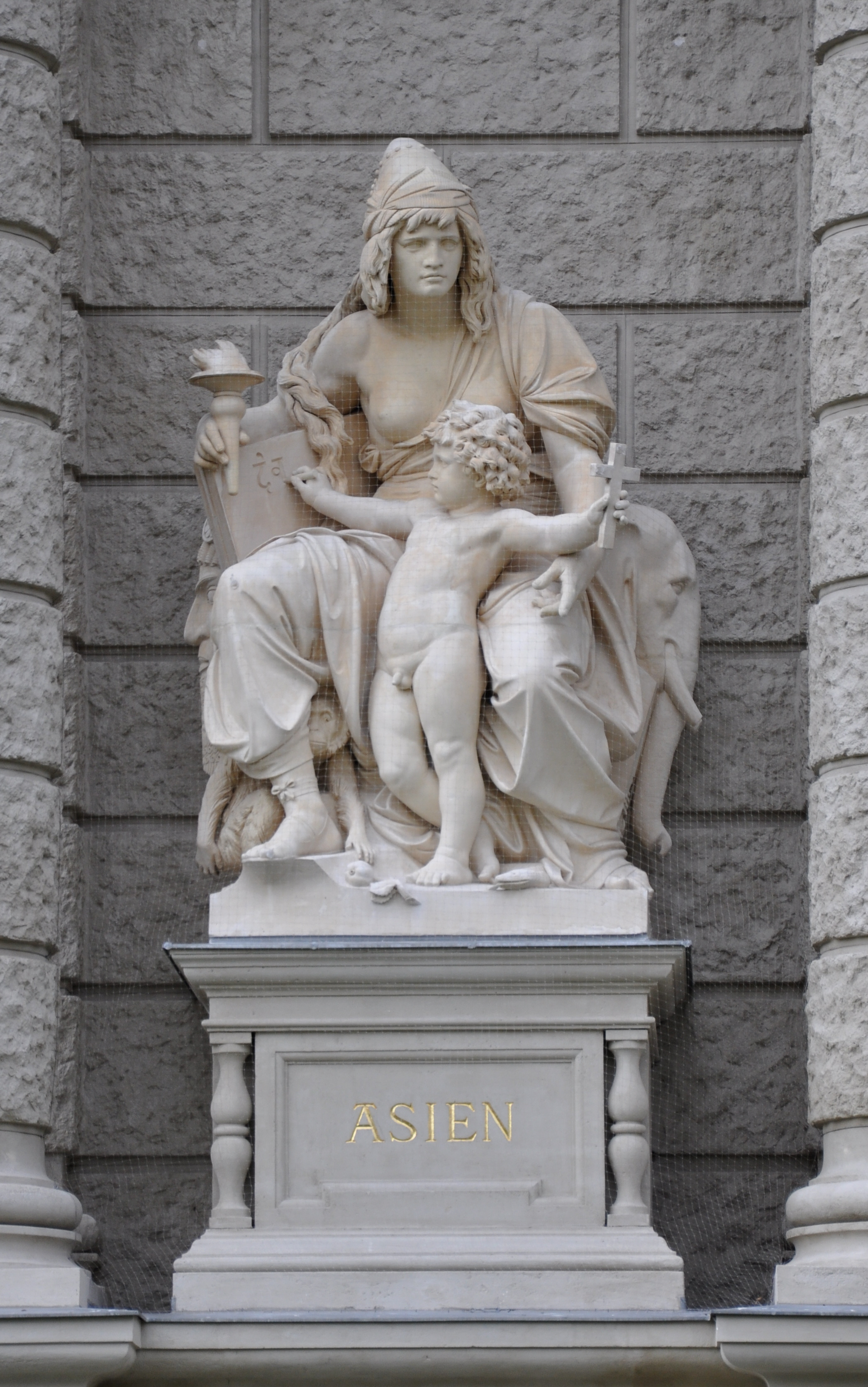
Asien, Naturhistorisches Museum, Vídeň

Antonín Pavel Wagner (3. července 1834 Dvůr Králové nad Labem – 27. ledna 1895 Vídeň) byl český sochař.

## Život
Pocházel z textilácké rodiny. Proto po absolvování hlavní školy ve Dvoře Králové nastoupil podle přání rodičů do závodu Adolfa Dittricha, pražského obchodníka s plátnem, aby se od něj naučil kupeckému řemeslu. Více ho ale lákalo výtvarné umění, ve volném čase maloval a kreslil. Roku 1851 z obchodu odešel do učení k sochaři Josefu Maxovi, kde byl v té době už zaměstnán jeho bratr František. Strávil zde šest let. Společně s bratrem pracoval na zakázkách pro Hradec Králové, Poličany a Dvůr Králové nad Labem.
Roku 1857 se přestěhoval do Vídně, kde na Akademii výtvarných umění vystudoval sochařství v ateliéru Franze Bauera. Během studií získal tři ocenění, z nich se realizovala například kašna před Mariahilfer Kirche. Roku 1868 cestoval po Německu, Dalmácii a Itálii. Postupně si získal velký respekt v uměleckých kruzích, byť zakázek neměl mnoho. V roce 1873 získal ocenění na světové výstavě ve Vídni, o rok později reprezentoval vídeňské sochaře na oslavách 400 let Michelangela ve Florencii, roku 1878 získal medaili na světové výstavě v Paříži.
Ačkoli prožil většinu života ve Vídni, cítil se stále Čechem, což projevil svou účastí na výzdobě Národního divadla a Národního muzea (viz níže). Jako jeho pomocník se na těchto zakázkách uplatnil Čeněk Vosmík.
Vzhledem k malé poptávce po monumentálních sochách se Wagner v Čechách proslavil poměrně pozdě, ve 47 letech. Stal se řádným členem Akademie výtvarných umění v Praze a mimořádným členem České akademie věd a umění (1890).
V místní části Dvora Králové nad Labem Podharti je na jeho rodném domě umístěna pamětní deska.
Zemřel na srdeční mrtvici. Byl pohřben na vídeňském ústředním hřbitově.

## Dílo
- socha Záboje na kašně (ve spolupráci s bratrem Františkem Wagnerem), náměstí T. G. Masaryka, Dvůr Králové – při příležitosti 40. výročí nalezení Rukopisu královédvorského[4] (1857)[5]
- pomník Václava Hanky, Schulzovy sady, Dvůr Králové (1867)[5]
- Socha generála Herbarda, svobodného pána z Auerspergu († 1575) pro Vojenské historické muzeum ve Vídni (1868)
- Sousoší Asie a Afriky pro Dvorní přírodopisné muzeum ve Vídni [3]
- Sochy Michelangela a Tiziana na atice Uměleckohistorického muzea ve Vídni[6]
- Husopaska nad Rahlovými schody (Rahlstiege) ve Vídni[7]
- Sochařská výzdoba Národního divadla v Praze: Lumír a Záboj na hlavním průčelí, alegorické postavy Hudby, Tance, Historie a Poezie na západním rizalitu.[3] Jan Neruda v té souvislosti upozornil na shodu okolností, že sochu Záboje (postava Rukopisu královédvorského) vytvořil rodák ze Dvora Králové.[2]
- Jeden ze čtyř Herkulů u Nové brány Hofburgu ve Vídni[3]
- Sochařská výzdoba Národního muzea v Praze pochází z let 1889–1891: Je to 17 alegorických soch a tři reliéfy, provedené v nadživotní velikosti v pískovci: sochy Mytologie, Etnografie, Jazykozpyt a Filosofie jsou zasazeny ve výklencích, dále jsou po stranách vstupního schodiště protějškové sochy sedících mužů: Společenské vědy a Přírodní vědy; sochy Malířství, Sochařství a Architektura, tři figurální vlysy pod tympanonem na průčelí s výjevy: Král Václav II. zakládá Zbraslavský klášter; Císař Karel IV. zakládá pražskou univerzitu, Císař Rudolf II. mezi učenci; na atice průčelí je zpodobena dvojice okřídlených jinochů, nazvaná Geniové nesou českou královskou korunu; socha Čechie mezi sochami Vltavy a Labe je osazena na rampě nad kašnou před muzeem[3], sochy Moravy a Slezska.
- Portrétní busty císaře Františka Josefa I. a jeho ženy, císařovny Alžběty; carrarský mramor, 1891 (v Panteonu Národního muzea, v letech 1918–2017 deponovány v Lapidáriu Národního muzea, 2018 vráceny do původních nik)
- Některé sochy na Vídeňské radnici[3]
- Apollón, Eskulap, Hygieia a Minerva na balustrádě Lékařského domu ve Vídni[3]
- Andělská kašna (Engelbrunnen) na Wiedner Hauptstraße ve Vídni[3]
- Vyhrál konkurs na Mozartův pomník před vídeňskou Operou (účastnilo se 32 uchazečů),[8] k realizaci ale nedošlo.[3]